# Dev Shumsher Jang Bahadur Rana
Dev Shumsher Jang Bahadur Rana (ur. 1862, zm. 1914) – nepalski polityk, premier (1901).
Był 4 (5, według innych źródeł) z 17 synów Dhira Shumshere, szefa sztabu armii nepalskiej. Objął funkcję premiera po śmierci brata, Bir Shumshere (1901). Próbował wdrożyć pewne reformy systemu politycznego oraz administracji, pozostawał pod wrażeniem parlamentaryzmu brytyjskiego. Podczas jego krótkich rządów zorganizowano pierwszą w Nepalu sieć szkół podstawowych, zaczęła się również ukazywać pierwsza nepalska gazeta (Gorkhapatra), zorganizowano również pokazy filmów niemych. Jego polityka nie cieszyła się popularnością wśród elity rządzącej. Został zmuszony przez braci do ustąpienia, zesłano go do Dhankuty. Wyemigrował następnie do Indii, gdzie zmarł.